# دمنی
دمنی (خمین)، روستایی از توابع بخش کمره شهرستان خمین در استان مرکزی ایران است.

## جمعیت
این روستا در دهستان چهارچشمه قرار دارد و جمعیت آن طبق سرشماری سال ۹۵، ۵۰۰ نفر (۱۲۰خانوار) بود که بدلیل خشکسالی مهاجرت کردند و جمعیتش کاهش یافت.

## آثار تاریخی
از مهمترین آثار تاریخی این روستا میتوان به تپه دمنی که به دوره ساسانیان مربوط میشود اشاره کرد. این اثر در تاریخ ۲۰ اسفند ۱۳۸۵ با شمارهٔ ثبت ۱۸۰۴۸ به‌عنوان یکی از آثار ملی ایران به ثبت رسیده است.

## مکان گردشگری
چشمه سه حوض که در کوه های بالا دست روستا واقع شده است.

## فعالیت های ورزشی
درباره فعالیت های ورزشی این روستا می توان به تیم موفق عقاب دمنی اشاره کرد.
هر ساله در این روستا نیز مسابقات مردان آهنین با شرکت مردان قدرتمند روستا اجرا میشود.